# Regio-S-Bahn Bremen/Niedersachsen
Regio-S-Bahn Bremen/Niedersachsen – system S-Bahn w Niemczech, obejmujący region metropolitarny Bremy i Oldenburga. Rozciąga się od Bremerhaven na północy do Twistringen na południu i do Bad Zwischenahn i Oldenburga na zachodzie.
System został uruchomiony w 2010 i skupia istniejący transport regionalny w Bremie, jak również okolicznych miast, w tym Bremerhaven, Delmenhorst, Twistringen, Nordenham, Oldenburgu i Verden (Aller). Sieć leży całkowicie w strefie taryfowej Verkehrsverbund Bremen/Niedersachsen.

## Linie

Schemat sieci

| Linia | Trasa                                                                  | Częstotliwość       | Częstotliwość          | Uwagi                                     | Długość  |
| ----- | ---------------------------------------------------------------------- | ------------------- | ---------------------- | ----------------------------------------- | -------- |
|       |                                                                        | W godzinach szczytu | Poza godzinami szczytu |                                           |          |
| RS 1  | Bremen-Farge – Bremen-Vegesack                                         | 30'                 | 30'                    | Od 2007; Część RS powstała 1 grudnia 2011 | 10,4 km  |
| RS 1  | Bremen – Vegesack – Bremen Hbf                                         | 15'                 | 30'                    | Od grudnia 2011                           | 17,2 km  |
| RS 1  | Bremen Hbf – Verden                                                    | 30'                 | 60'                    | Od grudnia 2011                           | 35,7 km  |
| RS 2  | Bremerhaven-Lehe – Bremerhaven Hauptbahnhof – Bremen Hbf – Twistringen | 60'                 | 60'                    | Dodatkowe pociągi w szczycie ruchu        | 107,4 km |
| RS 3  | Bremen Hbf – Oldenburg – (Bad Zwischenahn)                             | 60'                 | 60'                    |                                           | 56 km    |
| RS 30 | Bremen Hbf – Oldenburg – Bad Zwischenahn                               | 60'                 |                        |                                           | 56 km    |
| RS 4  | Bremen Hbf – Nordenham                                                 | 60'                 | 60'                    |                                           | 71,3 km  |
| RS 6  | Verden (Aller) – Rotenburg (Wümme)                                     | 60'                 | 120'                   |                                           | 27,1 km  |